# Cimbrijski jezik
Cimbrijski jezik (ISO 639-3: cim; tzimbro, zimbrisch, cimbrian), jedan od četiri bavarsko-austrijskih jezika, kojime se danas služe potomci starih Cimbra sa sjeveroistoka Italije, u susjedstvu njima etnički i po povijesti srodnih Mochena. Očuvali su se poglavito u karnskim Alpama. Od sela u kojima se još govori ovaj jezik nalaze se Roana-Robaan, Giazza-Ljetzan, Sappada, Sauris, Timau i još neka. Zbog jezične asimilacije postoji opasnost da nestane.

## Vanjske poveznice
- Ethnologue (14th)
- Ethnologue (15th)
- Giazza-Ljetzan (na engleskom)  Arhivirana inačica izvorne stranice od 10. veljače 2005. (Wayback Machine)